# Apalis ruddi
El apalis de Rudd (Apalis ruddi) es una especie de ave paseriforme de la familia Cisticolidae propia del sureste de África.

## Distribución y hábitat
Se encuentra principalmente en Mozambique, pero también se encuentra en el sur de Malaui y las zonas adyacentes de Sudáfrica y Suazilandia. Su hábitat natural son las sabanas y las zonas de matorral.